# Versioni alternative di Wonder Woman
Questa è una lista delle versioni alternative di Wonder Woman. Per "versioni alternative" si intendono quelle versioni che divergono dalla continuity principale dell'universo DC Comics (ad esempio negli Elseworld) oppure proposte in altri media diversi dal fumetto, come serie televisive e cartoni animati.

## Corrente principale
- La Regina Hyppolita divenne Wonder Woman e si unì alla Justice Society of America intorno alla seconda guerra mondiale nella continuità post-Crisi sulle Terre infinite. Nella continuità pre-Crisi, Hyppolita assunse il mantello di Wonder Woman solo in un'avventura in Sensation Comics n. 26.

- Artemide divenne Wonder Woman durante la ricerca di Hyppolita per una nuova Wonder Woman.

- Orana, un personaggio simile ad Artemide, sconfisse Diana in un nuovo confronto e divenne Wonder Woman nella continuità pre-Crisi. Morì durante la sua prima missione.

- Cassandra Sandsmark, la corrente Wonder Girl, divenne Wonder Woman in un futuro alternativo come visto nella storia di Titans Tomorrow in Teen Titans Vol. 3 dal n. 14 al n. 16.

- Donna Troy fu Wonder Woman nella prima storia Who is Wonder Woman? in Wonder Woman vol. 3, prima che Diana ritornasse. Nella sua continuità più recente, la stessa Donna fu creata come un duplicato più giovane e più magico di Diana.

## Descrizioni di universi alternativi
- La Diana Prince di Terra-2 divenne retroattivamente la Wonder Woman della Golden Age. Il suo mondo fu retroattivamente collegato dall'esistenza durante Crisi sulle Terre Infinite. Diana e suo marito furono salvati dagli dei greci del Monte Olimpo e vissero lì. Fece la sua ultima comparsa in Crisi Infinita n. 5 (2006), in cui diede alcuni consigli alla versione della continuità regolare prima di svanire nel nulla.

- La Principessa Tara Terruna fu un doppio multiversale di Wonder Woman su una Terra parallela, il cui il nome tradotto significava Wonder Woman, nella prima storia della DC di un universo parallelo, in Wonder Woman Vol. 1 n. 59 (maggio/giugno 1953).

- Superwoman è la controparte malvagia di Wonder Woman di Terra-3. Nella sua incarnazione dell'universo anti-materiale, la sua identità segreta è Lois Lane, ed è sposata (senza volerlo) con Ultraman, il suo compagno di squadra del Sindacato del Crimine, controparte di Superman di quel mondo. Tuttavia, è anche coinvolta in una relazione extraconiugale con Owlman, la controparte di Batman di quel mondo, una relazione che portano avanti più per infastidire Ultraman che per vero amore. Un'altra versione di Superwoman risiede nella Nuova Terra-3 ed è un membro della Società del Crimine d'America. Questa Superwoman ed il suo team sono le analogie della Wonder Woman della Terra-2 e della Justice Society of America. A differenza della sua controparte amazzone, la Wonder Woman di Terra-3 sembrerebbe mostrare abilità aggiuntive, come la vista calorifica.

- La Wonder Woman che comparve in Tangent Comics è un'aliena costruita geneticamente sviluppata per gettare dei ponti tra due razze aliene in guerra, una di forza bruta, gli altri con poteri psionici. Questo essere possedeva le abilità di entrambe le razze. La Terra Tangent fu rinominata Terra-9.

- La Terra-10 (o Terra-X), che si trova sotto controllo del partito nazista, presentò una Wonder Woman che è una valchiria con i capelli rossi, che venera gli dei nordici e che proviene da Asgard. È un membro della JL-Axis, una Justice League a tema nazista. Il personaggio debuttò per la prima volta in Countdown to Adventure n. 3 (2007).

- La versione di Wonder Woman di Terra-11 è "Wonder Man", a cui Superwoman si riferisce chiamandolo "Dane". Più violento delle sue controparti femminili, Wonder man fu espulso dalla Justice League per la sua posizione impenitente per l'esecuzione di Maxine Lord (controparte femminile di Maxwell Lord). Guidò i suoi fratelli amazzoni, in un attacco contro la nostra Terra.

- Sulla Terra-15, fu mostrato che dopo la morte di Diana, Donna troy prese il suo posto come Wonder Woman. Il personaggio debuttò in Countdown n. 30 (2007).

- La serie limitata della Elseworld, Justice Riders, presentò una versione di Wonder Woman in qualità di maresciallo che operava ne selvaggio West. Questa Wonder Woman alternativa risiedette sulla Terra-18.

- La serie limitata DC: La nuova frontiera, presentò una Wonder Woman molto simile alla sua versione degli anni cinquanta. Questa Wonder Woman alternativa risiedette sulla Terra-21.

- La serie limitata Kingdom Come presentò una Wonder Woman molto simile alla versione corrente. Essendo stata creata immortale dagli dei, trattiene la sua giovinezza nonostante l'andare degli anni, e inizia una relazione sentimentale con un Superman di mezza età. Infine rimane persino incinta. Questa Wonder Woman alternativa risiedette sulla Terra-22.

- Superman: Red Son descrive una realtà dove la nave spaziale di Superman atterrò in Russia invece che negli Stati Uniti, dove Wonder Woman serviva come ambasciatrice presso l'Unione Sovietica di Superman. Lei si innamora di Superman, cosa di cui lui rimane all'oscuro, ma infine si disillude quando diventò un dittatore. infine mise insieme un'armata per fermarlo, ma invece fu sconfitta lei. Questa Wonder Woman alternativa risiedette sulla Terra-30.

- L'incarnazione di Wonder Woman di Batman: The Dark Knight Strikes Again, una residente di Terra-31 rimane una bellezza senza età, e con Superman ebbe una figlia ibrida kryptoniana-amazzone di nome Lara. Il suo costunme è leggermente differente, con una gonna ed un proteggi naso sulla sua tiara.
  - Miller affermò che questo personaggio è lo stesso che compare in All-Star Batman e Robin n. 5, dove fu descritta come più aggressiva e con una forte misantropia non riconoscibile nelle sue altre versioni. Lei, insieme a Superman, Hal Jordan e Plastic Man, è un membro fondatore della Justice League di questo universo. Ad un certo punto ebbe un punto di discussione con gli altri membri sul come aver a che fare con Batman. La discussione finì in un improvviso bacio con Superman (anche se lei continuò ad insistere sul fatto che lo odiava).

- La serie limitata Wonder Woman: Amazonia descrisse una versione di Diana nata durante il XIX secolo al tempo in cui Jack lo Squartatore prese il controllo dell'Impero Britannico. Fu strappata dall'Isola Paradiso dal Capitano Steve Trevor e la Marina Reale. Fu costretta a sposarlo e a divenire una stella della scena teatrale londinese, recitando ruoli di donne tratti dalla Bibbia. Naturalmente venne mostrata anche come una grande eroina, liberando donne oppresse lungo tutto l'Impero e prendendo possesso del regno di Re Giacomo. Questa Wonder Woman alternativa risiedette sulla Terra-34. Questa versione fu successivamente scelta dal Monarca in Countdown: Arena (2007) per divenire un membro della sua squadra di attacco.

- La Terra-50 dell'Universo Wildstorm era una volta la casa della sua controparte della JLA, che comparve nella serie Planetary. Questa Wonder Woman possedette dei braccialetti mutaforma. In Stormwatch, fu mostrato che Apollo e Midnighter erano una volta le quasi-controparti di Superman e Batman di una squadra che aveva anche una controparte di Wonder Woman, di nome Amaze. Fu uccisa nella sua prima missione.

- In Crisi finale n. 7 fu descritta una realtà in cui Wonder Woman è una donna africana-americana e non si chiama Diana, bensì Nubia. Questa Wonder Woman proviene da una realtà in cui tutti gli eroi della DC Comics sono africani-americani.

- Una versione alternativa di Wonder Woman basata sul personaggio di Bizzarro, chiamata "Bizzarra" fu introdotta per la prima volta in DC Comics Presents n. 71, e successivamente in Action Comics n. 856 e n. 857. Bizzarra fu mostrata più tardi mentre lavorava per il Monarca in Lord Havok e l'Estremista n. 3. Una precedente versione animata del personaggio fu mostrata nella serie televisiva del 1985 The Super Powers Team: Galactic Guardians nell'episodio "The Bizarro Super Power Team". Nell'episodio, fu chiamata Bizarro Wonder Woman.

- La Wonder Woman di DC One Million è una statua di marmo a cui fu data la vita dalla dea della Verità. I suoi poteri sono simili a quelli dell'originale e portava due armi che cambiavano forma simili in natura all'aeroplano invisibile di Diana, che di solito funzionano come i suoi braccialetti senzienti, Carità ed Armonia. Lei opera da Venere.

## Altre linee temporali alternative ed Elseworld
- Superman/Wonder Woman: Whom Gods Destroy: è ambientato in un futuro controllato dai nazisti.
- Wonder Woman: The Blue Amazons è il terzo volume della trilogia Elseworld di Superman's Metropolis e presentò una Diana Prince basata sul film Der Blaue Engel.
- Nella storia Elseworld Superman: Fuochi Lontani, Wonder Woman  trovò un Superman depotenziato a causa dell'olocausto nucleare e lo portò ad un villaggio di metaumani sopravvissuti. Qui, Billy Batson e Superman si batterono per il suo affetto. Vinse Superman, ed ebbero un figlio di nome Bruce, in onore dello scomparso Batman. Questo portò Batson ad uccidere Diana.
- Nella storia Rockumentary di Elseworld 80-Pages Giant, uno dei musicisti di Lex Luthor era una diva del pop chiamata Diana. Questa versione di Wonder Woman era un incrocio tra lei e Madonna.
- Just Imagine: qui, Stan Lee e l'artista Jim Lee reinventarono Wonder Woman come una peruviana di nome Marìa Mendoza, rinata come guerriera, che porta uno stendardo disegnato dagli dei inca.

## Crossover con la Marvel
In Marvel contro DC, ovvero gli incontri tra i maggiori eroi Marvel Comics e DC Comics, Diana affronta l'eroina mutante Tempesta, venendo sconfitta: in queste particolari storie, però, l'esito dei duelli veniva stabilito tramite sondaggio tra i lettori; la vittoria di Ororo sulla principessa Amazzone è tra le più discusse.
Successivamente, nell'universo Amalgam, le due eroine vengono fuse insieme creando Amazzone: adottata dalla madre di Diana, Ippolita, dopo un naufragio, viene cresciuta sull'isola di Themyscira dove viene eletta come ambasciatrice da mandare nel "mondo degli uomini".
In un altro crossover con la Marvel, Wonder Woman combatte con Thor, rivelandosi addirittura degna di sollevare Mjolnir, il suo martello incantato. 
In JLA/Avengers Wonder Woman è un membro del gruppo principale di otto membri della Justice League. Su Monster Island, impedì ai Vendicatori di impossessarsi del Nullificatore Assoluto, intercettando al volo la freccia di Occhio di Falco. Partecipò anche nella battaglia a Metropolis, dove, grazie ai suoi braccialetti, respinse lo scudo di Capitan America ed ingaggiò una battaglia contro Thor. Lei e Aquaman andarono ad Asgard per trovare il Libro dell'Eternità, dove incontrò l'Ercole della Marvel, e lo attaccò per vendicarsi dello stupro subito da sua madre da parte dell'Ercole della DC. I due si batterono, ma dopo che Aquaman trovò il libro, scomparvero. Lei e Lanterna Verde più tardi si batterono contro Photon e Quasar, ma furono sconfitti dopo un attacco a sorpresa da parte di Iron Man. Nella Savage Land, Wonder Woman si batté nuovamente contro Ercole. Successivamente, aiutò Aquaman e la Visione a fuggire dalla trappola a Metropolis dopo la fusione e la spaccatura dei due mondi. Aiutò anche a prevenire un'ennesima litigio tra Capitan America e Superman. Quando il Gran Maestro mostrò loro le vere realtà da cui provenivano, Wonder Woman ebbe visione di sé stessa vestita da guerriera e vide la morte di Hyppolita. Nella battaglia finale, Wonder Woman si batté contro la Squadra di Demolizione e, insieme ad Hyppolita e She-Hulk, sconfisse il gruppo di giganti.